# Milch Ármin
Milch Ármin (Hermann; Újszőny, 1873. január 26. – Budapest, 1922. december 2.) komáromi fakereskedő, gyáros, régészeti gyűjtő.

## Élete
Zsidó vallású családban született, szülei Milch Emánuel (1835 körül - 1881) fakereskedő és Spitzer Franciska (1849-1916) voltak. Testvérei Ernesztin (1874-1941; Bertalan Haas felesége), Emma (1882 körül - 1944; Rauscher Zsigmond orvos felesége), Olga (Otto Zohmann felesége), Terézia (Fried Jenő felesége) és Viktor voltak. Unokaöccse Rauscher György festő. 1878-tól a komáromi Községi Népiskola tanulója, ahol mások mellett Alapy Gyula osztálytársa volt, később a bencés gimnáziumban végezte tanulmányait.
Már kereskedelmi akadémiai hallgató korában több régiséget adományozott a komáromi múzeumnak, később pedig odaajándékozta a Jupiter-dolychenus reliefet, amely 1899-ben az ószőnyi szentélyből került elő. Ennek képét Szendrey Imre rajzolta le. A szentély többi apró tárgya később a Magyar Nemzeti Múzeumba került. A Komárom-Bercsényi utcai avar kori leletekből is kerültek hozzá darabok.
A Komárom-Vármegyei és Komárom Városi Történeti és Régészeti Egylet kezdeteitől rendes egyleti tag volt, és később sokáig az igazgatói választmánynak is tagja lett. 1903-tól haláláig a Magyar Numizmatikai Társulat tagja volt. A budapesti Transylvánia Fatermelő Részvénytársaság igazgatósági tagja volt.
Felesége Neuberger Jozefin, fia Mészöly Tibor (1908–1999) színész, dramaturg, színházigazgató, unokája Mészöly Gábor (1940–2021) magyar író, dramaturg volt.
Megfesttette Gyulai Rudolf portréját Komáromi Kacz Endrével, mely ma a Duna Menti Múzeum gyűjteményében található.

## Művei
- 1900 A bregetiumi Jupiter dolychenus szentély. A Komárom Vármegyei és Városi Muzeum-Egyesület értesítője 14, 28-35.
- 1902 A monostori ásatás. A Komárom Vármegyei és Városi Muzeum-Egyesület értesítője 15-16, 39-44.
- 1902 Feliratos emlékek. A Komárom Vármegyei és Városi Muzeum-Egyesület értesítője 15-16, 45.
- 1906 Feliratos emlékeink. A Komárom Vármegyei és Városi Muzeum-Egyesület értesítője 20, 69-80.